# Red inalámbrica
El término red inalámbrica (en inglés: wireless network) se utiliza en informática para designar la conexión de nodos que se da por medio de ondas electromagnéticas, sin necesidad de una red cableada o alámbrica. La transmisión y la recepción se realizan a través de puertos.
Una de sus principales ventajas es notable en los costos, ya que se elimina el cableado ethernet y conexiones físicas entre nodos, pero también tiene una desventaja considerable ya que para este tipo de red se debe tener una seguridad (contraseña) mucho más exigente y robusta para evitar a los intrusos.

## Tipos de redes inalámbricas

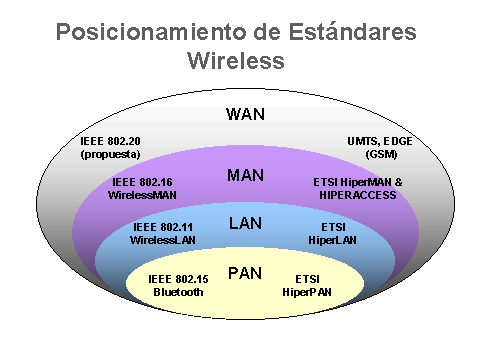
Cobertura y estándares.

Según su cobertura, las redes inalámbricas se pueden clasificar en diferentes tipos:

### WPAN:Wireless Personal Area Network
En este tipo de red de cobertura personal, existen tecnologías basadas en HomeRF (estándar para conectar todos los teléfonos móviles de la casa y los ordenadores mediante un aparato central); Bluetooth (protocolo que sigue la especificación IEEE 802.15.1); ZigBee (basado en la especificación IEEE 802.15.4 y utilizado en aplicaciones como la domótica, que requieren comunicaciones seguras con tasas bajas de transmisión de datos y maximización de la vida útil de sus baterías, bajo consumo); RFID (sistema remoto de almacenamiento y recuperación de datos con el propósito de transmitir la identidad de un objeto) (similar a un número de serie único) mediante ondas de radio.
Una Picnet es una red formada por dispositivos Móviles utilizando tecnología Bluetooth. Es una derivación de WPAN. Está formada por dos a siete dispositivos, la picnet sigue una estructura de maestro-esclavo donde el maestro es el que proporciona la conexión mediante un request que envía el esclavo. El maestro al establecer la conexión, define en que frecuencia va a trabajar.
Tiene un alcance máximo de 10 metros y puede aumentar juntando varias piconets formando una Scatternet, donde un nodo esclavo hace a su vez el rol de un maestro proporcionado conexión más esclavos.
El alcance típico de este tipo de redes es de unos cuantos metros, alrededor de los 10 metros máximo. La finalidad de estas redes es comunicar cualquier dispositivo personal (ordenador, terminal móvil, PDA, etc.) con sus periféricos, así como permitir una comunicación directa a corta distancia entre estos dispositivos.

### WLAN:Wireless Local Area Network
Se encuentran tecnologías basadas en Wi-Fi, un estándar de comunicación inalámbrica basado en la norma IEEE 802.11. Puede presentar mejoras con respecto a la velocidad según sus estándares y alcanza una distancia de hasta 20 km. 
Utiliza Access Point para distribuir equipos de comunicación inalámbricos, y ese mismo forma una red inalámbrica que interconecta dispositivos móviles o tarjetas de red inalámbricas.

### WMAN:Wireless Metropolitan Area Network
Para redes de área metropolitana se encuentran tecnologías basadas en WiMAX (Worldwide Interoperability for Microwave Access), es decir, Interoperabilidad Mundial para Acceso con Microondas, un estándar de comunicación inalámbrica basado en la norma IEEE 802.16. WiMAX es un protocolo parecido a Wi-Fi, pero con más cobertura y ancho de banda. También podemos encontrar otros sistemas de comunicación como LMDS (Local Multipoint Distribution Service).

### WWAN:Wireless Wide Area Network
Una WWAN difiere de una WLAN (Wireless Local Area Network) en que usa tecnologías de red celular de comunicaciones móviles como WiMAX (aunque se aplica mejor a Redes ), UMTS (Universal Mobile Telecommunications System), GPRS, Edge, CDMA2000, GSM, CDPD, Mobitex, HSPA y 3G para transferir los datos. También incluye LMDS y Wi-Fi autónoma para conectar a internet.

## Tipos según el rango de frecuencias
Según el rango de frecuencias utilizado para transmitir, el medio de transmisión pueden ser las ondas de radio, las microondas terrestres o por satélite, y los infrarrojos, por ejemplo. Dependiendo del medio, la red inalámbrica tendrá unas características u otras:
- Microondas terrestres: se utilizan antenas parabólicas con un diámetro aproximado de unos tres metros. Tienen una cobertura de kilómetros, pero con el inconveniente de que el emisor y el receptor deben estar perfectamente alineados. Por eso, se acostumbran a utilizar en enlaces punto a punto en distancias cortas. En este caso, la atenuación producida por la lluvia es más importante ya que se opera a una frecuencia más elevada. Las microondas comprenden las frecuencias desde 1 hasta 300 GHz.

- Microondas por satélite: se hacen enlaces entre dos o más estaciones terrestres que se denominan estaciones base. El satélite recibe la señal (denominada señal ascendente) en una banda de frecuencia, la amplifica y la retransmite en otra banda (señal descendente). Cada satélite opera en unas bandas concretas. Las fronteras frecuenciales de las microondas, tanto terrestres como por satélite, con los infrarrojos y las ondas de radio de alta frecuencia se mezclan bastante, así que puede haber interferencias con las comunicaciones en determinadas frecuencias inalámbricas.

- Infrarrojos: se enlazan transmisores y receptores que modulan la luz infrarroja no coherente. Deben estar alineados directamente o con una reflexión en una superficie. No pueden atravesar las paredes. Los infrarrojos van desde 300 GHz hasta 384 THz.

## Aplicaciones
- Las bandas más importantes con aplicaciones inalámbricas, del rango de frecuencias que abarcan las ondas de radio, son la VLF (comunicaciones en navegación y submarinos), LF (radio AM de onda larga), MF (radio AM de onda media), HF (radio AM de onda corta), VHF (radio FM y TV), UHF (TV).

- Mediante las microondas terrestres, existen diferentes aplicaciones basadas en protocolos como Bluetooth o ZigBee para interconectar ordenadores portátiles, PDAs, teléfonos u otros aparatos. También se utilizan las microondas para comunicaciones con radares (detección de velocidad u otras características de objetos remotos) y para la televisión digital terrestre.

- Las microondas por satélite se usan para la difusión de televisión por satélite, transmisión telefónica a larga distancia y en redes privadas, por ejemplo.

- Los infrarrojos tienen aplicaciones como la comunicación a corta distancia de los ordenadores con sus periféricos. También se utilizan para mandos a distancia, ya que así no interfieren con otras señales electromagnéticas, por ejemplo la señal de televisión. Uno de los estándares más usados en estas comunicaciones es el IrDA (Infrared Data Association). Otros usos que tienen los infrarrojos son técnicas como la termografía, la cual permite determinar la temperatura ("calor") de objetos a distancia.

## Seguridad
Para poder considerar una red inalámbrica como segura, debería cumplir con los siguientes requisitos: 
- Las ondas de radio deben confinarse tanto como sea posible. Esto es difícil de lograr totalmente, pero se puede hacer un buen trabajo empleando antenas direccionales y configurando adecuadamente la potencia de transmisión de los puntos de acceso.
- Debe existir algún mecanismo de autenticación en doble vía, que permita al cliente verificar que se está conectando a la red correcta, y a la red constatar que el cliente está autorizado para acceder a ella.
- Los datos deben viajar cifrados por el aire, para evitar que equipos ajenos a la red puedan capturar datos mediante escucha pasiva.